# Pio Gerolamo Vidua
Pio Gerolamo Vidua, conte di Conzano (Casale Monferrato, 16 luglio 1748 – 16 luglio 1836), è stato un politico italiano ministro del Regno di Sardegna.

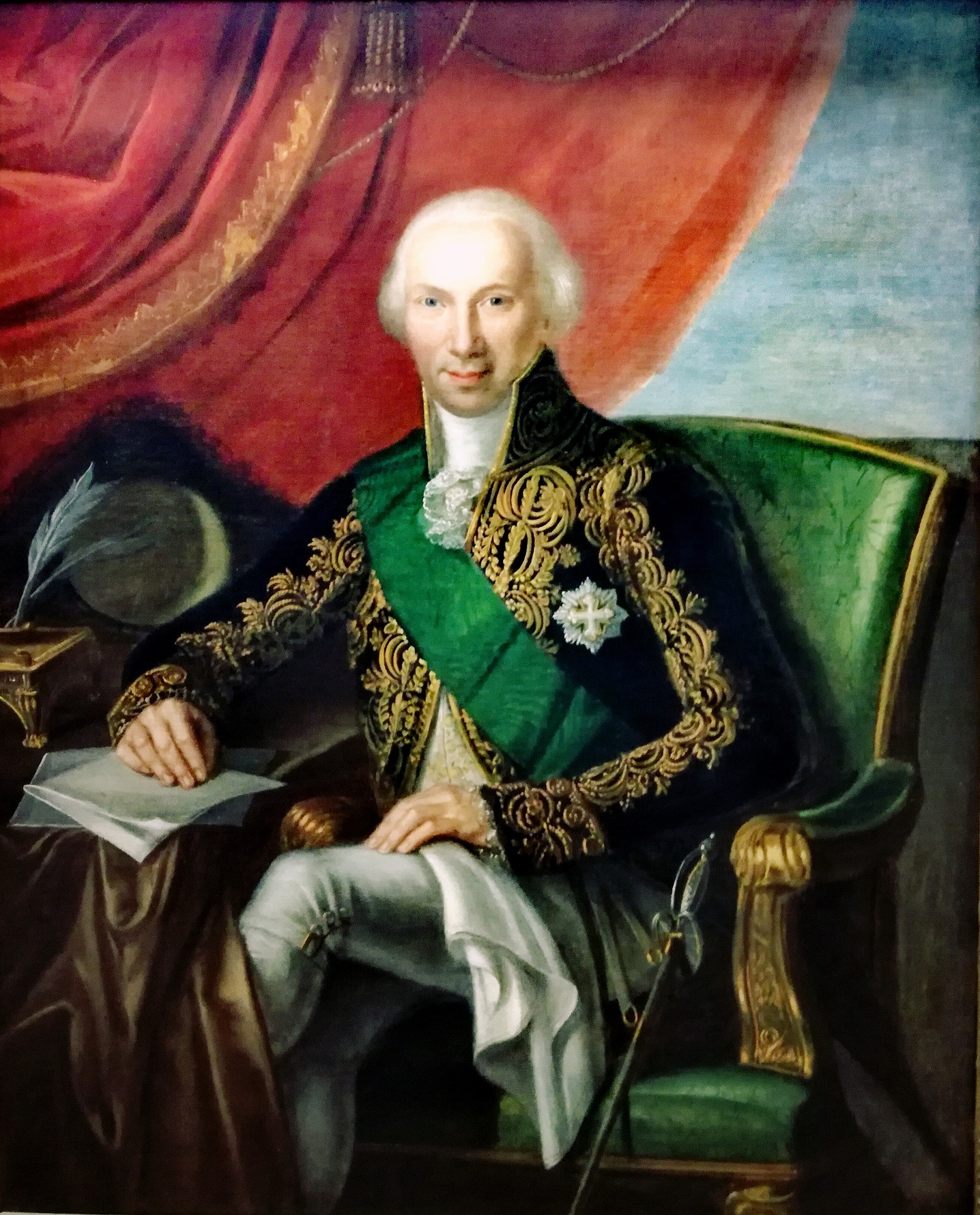
Pio Gerolamo Vidua

Nel 1774 divenne sostituto avvocato generale sovrannumerario ed effettivo nel 1778. Nominato senatore del Regno di Sardegna fu anche commissario generale nel circondario di Casale Monferrato. All'indomani della Restaurazione divenne prima reggente della segreteria Interna e poi dal 29 dicembre 1814 Primo segretario di stato per poco più di sei mesi.
Ricevette numerose onorificenze tra cui la Gran Croce dell'Ordine dei Santi Maurizio e Lazzaro. 
Sposò in prime nozze il 14 settembre 1782 Marianna Gambera da cui ebbe due figli: il viaggiatore e storico Carlo e Luisa. Alla morte prematura della prima moglie seguì un secondo matrimonio senza prole con Enrichetta Galleani d’Agliano.